# سكوت بيتش
سكوت بيتش (بالإنجليزية: Scott Beach)‏ مواليد 13 يناير 1931 في أوريغون، الولايات المتحدة - الوفاة 13 فبراير 1996 في سان فرانسيسكو، هو ممثل أمريكي بدأ مسيرته الفنية سنة 1968. امتدت مسيرته الفنية لأكثر من 28 عاما.

## أعماله
- زخرفة أمريكية (فيلم)
- حرب النجوم
- الرجال الحقيقيون (فيلم)
- السيدة داوتفاير (فيلم)

## روابط خارجية
- سكوت بيتش على موقع IMDb (الإنجليزية)
- سكوت بيتش على موقع ميوزك برينز (الإنجليزية)
- سكوت بيتش على موقع أول موفي (الإنجليزية)
- سكوت بيتش على موقع قاعدة بيانات برودواي على الإنترنت (الإنجليزية)
- سكوت بيتش على موقع ديسكوغز (الإنجليزية)
- سكوت بيتش على موقع قاعدة بيانات الفيلم (الإنجليزية)